# 潘岱岩洞
潘岱岩洞，位于中国广东省汕头市潮南区红场镇潘岱村，现为潮南区文物保护单位，类型为近现代重要史迹及代表性建筑，公布时间为1985年11月22日。
潘岱岩洞的历史年代为近代。